# Droits LGBT en république du Congo

Localisation de la République du Congo.

Les personnes lesbiennes, gays, bisexuelles et transgenres (LGBT) en république du Congo peuvent faire face à des difficultés légales que ne connaissent pas les résidents non-LGBT.

## Législation sur l'homosexualité
Les relations homosexuelles en privé, entre adultes consentants, et sans rémunération sont légales en république du Congo depuis 1940. 
Il n'existe pas de disposition fixant la majorité sexuelle dans le code pénal de la république du Congo.

## Reconnaissance légale des couples homosexuels
Les couples homosexuels ne bénéficient d'aucune reconnaissance légale. 

## Adoption homoparentale
L'adoption homoparentale n'est pas autorisée. 

## Tableau récapitulatif
| Dépénalisation de l’homosexualité                                                   | Oui |
| Majorité sexuelle identique à celle des hétérosexuels                               | Oui |
| Interdiction des discours de haine contre les LGBT                                  | Non |
| Interdiction de la discrimination liée à l'orientation sexuelle à l'embauche        | Non |
| Interdiction de la discrimination liée à l'identité de genre dans tous les domaines | Non |
| Mariage civil ou partenariat civil                                                  | Non |
| Adoption conjointe dans les couples de personnes de même sexe                       | Non |
| Adoption par les personnes homosexuelles célibataires                               | Non |
| Droit pour les gays de servir dans l’armée                                          | Non |
| Droit de changer légalement de genre (après stérilisation)                          | Non |
| Gestation pour autrui pour les gays                                                 | Non |
| Accès aux FIV pour les lesbiennes                                                   | Non |
| Autorisation du don de sang pour les HSH                                            | Non |